# Tétrafluoroborate de nitronium
Le tétrafluoroborate de nitronium est un composé chimique de formule NO2BF4. Il s'agit d'un sel constitué de cations nitronium NO2+ et d'anions tétrafluoroborate BF4− qui se présente sous la forme d'un solide cristallisé incolore. Il réagit avec l'eau H2O pour former de l'acide fluorhydrique HF(aq) et de l'acide nitrique HNO3, raison pour laquelle il doit être manipulé en milieu anhydre. Il est faiblement soluble dans les solvants organiques.
Il peut être préparé par addition d'un mélange de fluorure d'hydrogène HF anhydre et de trifluorure de bore BF3 à une solution d'acide nitrique HNO3 et de pentoxyde d'azote N2O5 dans le nitrométhane CH3NO2.
Il est utilisé comme réactif de nitration des composés aromatiques. Il permet de réaliser la nitration de ces composés dans des conditions plus douces que celles requises par le procédé traditionnel faisant intervenir l'acide nitrique HNO3 et l'acide sulfurique H2SO4. Son action sur le benzène C6H6 conduit ainsi au nitrobenzène C6H5NO2.